# Доња Лучка
Доња Лучка је насељено место у Босни и Херцеговини у граду Цазину. Административно припада Федерацији Босне и Херцеговине, односно њеном Унско-санском кантону. Према попису становништва из 2013. у насељу је било 589 становника, а већинску популацију чинили су Бошњаци.

## Становништво
По последњем службеном попису становништва из 2013. године у овом насељу живело је 589 становника, а село је било етнички хомогено са већинском бошњачком популацијом.
| Националност | 2013. | 1991.        | 1981.        | 1971.        |
| Бошњаци      | —     | 829 (99,28%) | 772 (99,48%) | 594 (99,17%) |
| Хрвати       | —     | 1 (0,12%)    | 0            | 0            |
| Срби         | —     | 1 (0,12%)    | 0            | 4 (0,67%)    |
| Југословени  | —     | 2 (0,24%)    | 1 (0,13%)    | 0            |
| Албанци      | —     | 0            | 1 (0,13%)    | 0            |
| Словенци     | —     | 0            | 0            | 1 (0,17%)    |
| остали       | —     | 2 (0,24%)    | 2 (0,26%)    | 0            |
| Укупно       | 589   | 835          | 776          | 599          |